# Valzergues
Valzergues é uma comuna francesa na região administrativa de Occitânia, no departamento de Aveyron. Estende-se por uma área de 6,49 km². Em 2010 a comuna tinha 218 habitantes (densidade: 33,6 hab./km²).